# 解放·终局营救
《解放·终局营救》（英語：Liberation）是2019年12月27日在中国大陆上映的战争片和剧情片，导演是李少红、常晓阳，主演钟汉良、周一围、钟楚曦、王迅。讲述了1949年1月平津战役前天津城内解放军和国军争斗的故事。

## 演出
- 钟汉良 出演 姚哲，国民党军需官。
- 周一围 出演 蔡兴福，解放军炮兵侦察连连长，何秀萍的丈夫。
- 钟楚曦 出演 梅艳，神秘歌女。
- 王迅 出演 马宝树（马婶），解放军炮兵侦察兵。
- 王锵 出演 葛贵忱，解放军炮兵见习参谋。
- 姜皓文 出演 钱卓群，国民党天津警备司令部稽查处科长。
- 潘斌龙 出演 万三，国民党兵站副官。
- 傅亨 出演 曹春生，中共天津市地下党党员。
- 郭麒麟 出演 廖枫（二毛），解放军炮兵报务员。
- 尹子维 出演 李梹，国民党军迫击炮连连长。
- 魏子淇 出演 小五子
- 季路桐 出演 大包牙，梅艳弟弟。
- 艾米 出演 林默雪（三小姐）
- 乌兰托雅·朵 出演 姚君兰，姚哲之女。
- 杨幂 出演 何秀萍，中共天津市地下党党员、蔡兴福妻子。
- 邵兵 出演 解放军团长。
- 高铭昊 出演 蔡解放，蔡兴福何秀萍之子。

## 曲目
| 曲序 | 曲目                 |              | 作曲 | 歌手                                   |
| ---- | -------------------- | ------------ | ---- | -------------------------------------- |
| 1.   | 《解放了》（主题曲） | 占逸君、窦鹏 | 窦鹏 | 钟汉良、周一围、钟楚曦、刘惜君、周奇等 |

## 制作
2019年2月7日下午，《解放了》在江苏省常州市正式开机，韩三平出任总策划，李少红出任总监制和总导演。同年5月7日，片方在山东省青岛市宣布杀青。

## 上映
2019年10月15日，《解放·终局营救》参加了第六届丝绸之路国际电影节。
2019年12月27日，《解放·终局营救》在中国大陆上映。
豆瓣评分4.7分。

## 奖项
| 年份 | 奖项                 | 分类     | 提名者               | 是否得奖 | 备注 |
| ---- | -------------------- | -------- | -------------------- | -------- | ---- |
| 2020 | 第33届中国电影金鸡奖 | 最佳美术 | 宋军、东智良、郭钟山 | 獲獎     |      |

## 外部连接
- 豆瓣电影上《解放·终局营救》的資料 （简体中文）
- 时光网上《解放·终局营救》的資料（简体中文）
- 互联网电影数据库（IMDb）上《解放·终局营救》的资料（英文）